# Брдинє
Брдинє (словен. Brdinje) — поселення в общині Равне-на-Корошкем, Регіон Корошка, Словенія. Висота над рівнем моря: 486,6 м.